# 6701 Warhol
A 6701 Warhol (ideiglenes jelöléssel 1988 AW1) a Naprendszer kisbolygóövében található aszteroida. Antonín Mrkos fedezte fel 1988. január 14-én.